# Axinomancie
L'Axinomancie du grec άξίνη, « hache », et μαντεία, « mancie »,  est une technique de divination qui consistait à faire rougir une hache au feu et à placer dessus une agate.

## Techniques utilisées
En fait deux techniques étaient employées dans l'antiquité et pratiquées encore récemment dans certains pays du Nord[Lesquels ?].    
- Lorsqu'on veut découvrir un trésor, il faut se procurer une agate ronde, faire rougir au feu le fer de la hache et la poser de manière que le tranchant soit bien pendiculairement en l'air. On place la pierre d'agate sur le tranchant. Si elle s'y tient, il n'y a pas de trésor ; si elle tombe, elle roule avec rapidité. On la replace trois fois et si elle roule trois fois vers le même lieu, c'est qu'il y a un trésor dans ce lieu même ; si elle  prend à chaque fois une route différente, on peut chercher ailleurs.
- Lorsqu'on veut découvrir des voleurs, on pose la hache à terre, le fer en bas et le bout du manche perpendiculairement en l'air ; on danse en rond à l'entour, jusqu'à ce que le bout du manche s'ébranle et que la hache s'étende sur le sol : le bout du manche indique la direction qu'il faut prendre pour aller à la recherche des voleurs[2].